# 청주 손병희 생가
청주 손병희 생가(淸州 孫秉熙 生家)는 대한민국 충청북도 청주시 청원구 북이면에 있는 건축물이다. 1979년 9월 29일 충청북도의 기념물 제30호 '청원 손병희 생가'로 지정되었다. 2014년 7월 1일 통합 청주시 출범에 따라 '청주 손병희 생가'로 명칭이 변경되었다.

## 개요
구한말 동학자이자 3.1운동 때 민족대표 33인 중의 한 분인 손병희(1861∼1922) 선생이 태어난 곳이다.
고종 19년(1882) 22세 때 동학(후에 천도교)에 입문하여, 1894년 동학농민운동 당시 충청도와 경상도에서 관군과 싸웠으며, 1897년에는 동학의 3대 교주가 되었다. 1919년 천도교측의 대표로 3.1운동의 주축이 되어 독립을 선언하였다가 일본경찰에 체포된 후, 서대문 형무소에서 복역 중 보석으로 풀려나 상춘원에서 요양중 병으로 돌아가셨다.
선생이 태어난 생가는 앞면 4칸·옆면 1칸 반의 초가집으로 원형을 그대로 보존하고 있다. 생가 부근 야산에는 1961년 탄생 100주년을 맞아 건립한 유허비(선현들의 자취가 있는 곳을 길이 후세에 알리거나, 이를 계기로 그들을 추모하기 위해 세운 비)가 있다.

## 참고 자료
- 청주 손병희 생가 - 국가유산청 국가유산포털